# Három Rózsa Szálló
A Három Rózsa Szálló (Grand Hotel) Miskolc régi, már nem szállodaként működő épülete a Széchenyi és a Kazinczy utca sarkán. 2009. március 14-étől védett műemlék.

## Adatai
- KÖH azonosító: 12041
- Cím: Széchenyi u. 33.
- Helyrajzi szám: 2490

## Története
Miskolc belvárosának két legfrekventáltabb utcájának, a Széchenyi és a Kazinczy utca kereszteződésében, a mai épület helyén mindig is szálloda állt. A diósgyőri koronauradalom 1767-ben épített ötszobás, istállóval és kocsiszínnel, nagy pincével ellátott fogadót ezen a helyen. Neve akkor „Kura” (azaz Kurta) fogadó és korcsma volt, de nem sokkal később megjelent a forrásokban az „uradalmi 3 rózsa” megnevezés is. 1830-ban „jó anyagból, szilárdan épült, zsindelytetős ház”-ként írtak róla. 1840-ben itt szállt meg Kossuth Lajos, aki a szálloda előtt beszédet is mondott az összesereglett emberek előtt, de itt lakott 1851-ben Albrecht főherceg is. Ezután keresztelték el a szállodát Grand Hotelnek.
1872-ben két miskolci polgár, Szabó Gyula és Pilta Miklós vette meg a szállodát 48 000 forintért. Azonnal lebontották, és egy szomszédos telekkel kiegészítve 1878-ra (még a nagy árvíz előtt) felépítették a mai kétszintes, 40 vendégszobás épületegyüttest. Az akkoriban reprezentatívnak számító szálloda a nevét első bérlőjéről, az alsó-ausztriai származású Stögermayer Alajosról kapta: „Grand Hotel Stögermayer”. Az új szálloda megnyitására 1878. november 2-án került sor, a korabeli vélemény szerint az új szálló „czélszerű és elegáns berendezéséről meggyőződtünk. A szobák tiszták, világosak és egészen új ízlésteljes bútorokkal látják el. Ha még, mint a szállodatulajdonos tapintatáról felteszünk, tágas kávéházában és éttermében pontos kiszolgálás mellett jó ételek és italok nyújtatnak a közönség okvetlenül nyereménynek tarthatja ez új vállalatot.” Stögermayer vezetése alatt több nevezetes lakó is megszállt a szállodában. Uralkodó családok tagjai közül megemlíthető Ferenc József, aki 1881. szeptember 9–16. között időzött itt, 1888 májusában Rudolf trónörökös, ugyanezen év októberében Edward walesi herceg, a későbbi VII. Eduárd brit király. Stögermayer szállodavezetői működésének 1887. május 23-án, 60 éves korában bekövetkezett halála vetett véget. Özvegye, Tamássy Hermin 1888 szeptemberében árverést hirdetett meg, melynek során kalapács alá került a szálló, étterem, kávézó és táncterem teljes berendezése. A miskolci lapok nem sokkal ezután arról adnak tájékoztatást, hogy a szálló új bérlője, Dresdner Albert 1888 októberében megnyitja a nagyközönség előtt szállóját, melynek új bútorzatát Steinbach Sándor budapesti bútorgyáros és kárpitos készítette. Dresdner alig három év működtetés után átadta a szálloda fenntartását 1891. április 1-jétől Ment András budapesti vendéglősnek. Ment András rövid idő után felhagyott a szálloda vezetésével, és 1892 augusztusában Seper Istvánnak engedte át a működtetést. Seper komoly tapasztalatokkal rendelkezett; Bécsben és Budapesten is foglalkozott vendéglátással, és 1886 októberétől a miskolci pályaudvari vendéglőt is ő  ő üzemeltette (helyét a füleki állomás vendéglőse vette át). A tulajdonosváltáshoz nagy reményeket fűzött a sajtó: „… (Seper) mint teljesen gyakorolt ember a szállodai kezelés terén bizonyára ismét oly lendületet adand a három rózsa szállodának, mint Stögermayer idejében volt. Miskolczon ezt könyű lessz neki elérni, mert hiszen alig van konkurrencziája és utazó közönsége is nagy és helybeli közönsége is tekintélyes, mely szívesen veszi igénybe a jó szállodát, ha ott igényeinek megfelelően bánnak vele.”

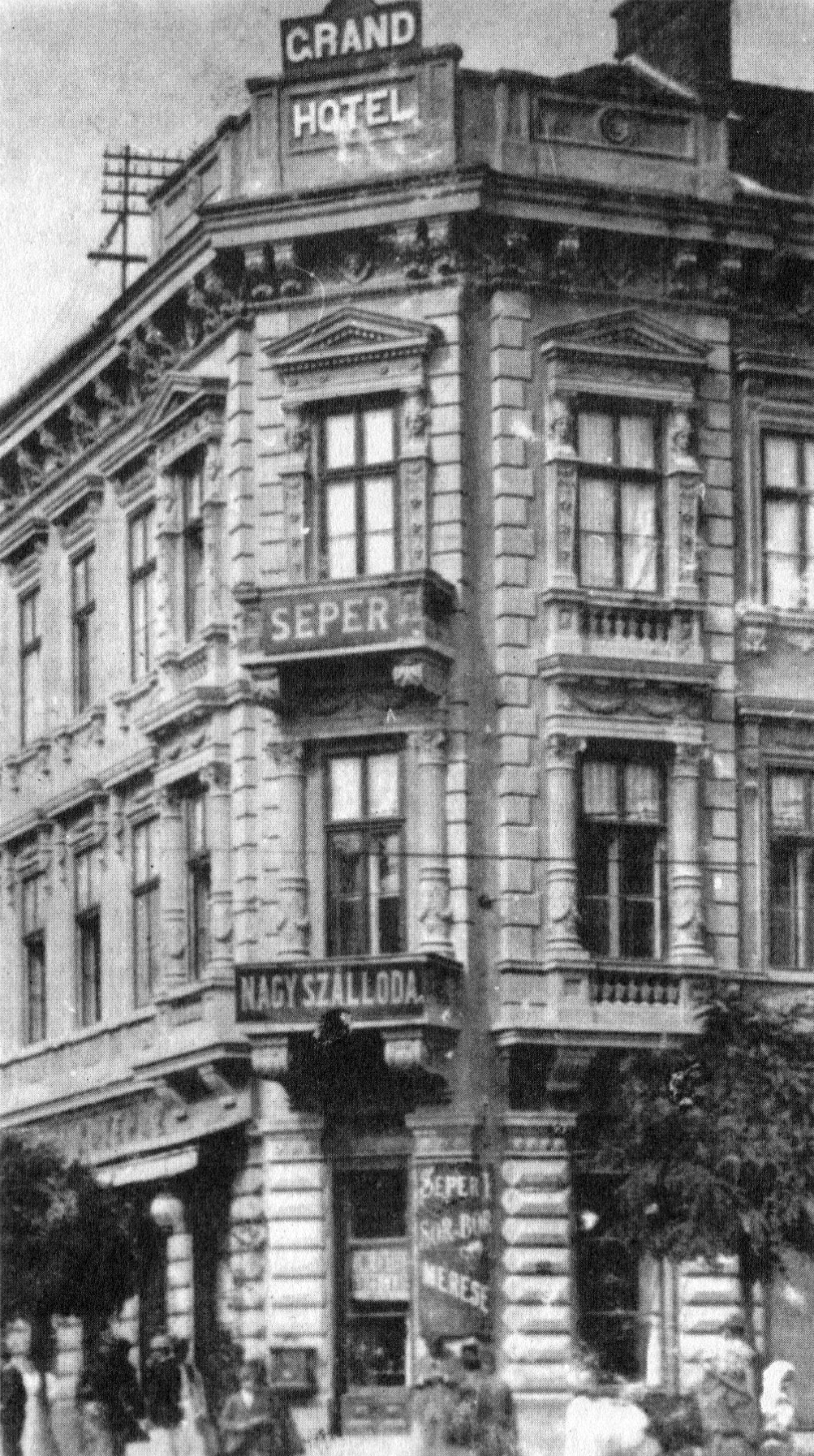
A szálló 1905-ben (Seper Nagyszálló néven)

Seper a vendéglő üzemeltetése mellett a közéletben is részt vállalt; törvényhatósági bizottsági tag és városi képviselő is volt, de tagja volt a Borsodmegyei Takarékpénztár igazgatóságának is. A Körmendről származó vendéglős fiatalon, mindössze 43 éves korában, 1902. április 24-én hunyt el. Halála után özvegye, Stoleida Franciska rövid ideig még üzemeltette a szállodát, majd 1903-ban átadta Horváth János budapesti vendéglősnek, aki február 1-jétől saját neve alatt működtette tovább. Horváth János sem tudta sokáig vezetni a hotelt, mert 1908 augusztusában elhunyt. Ezután leánya, Horváth Ilona igazgatta az intézményt, mígnem 1909. február 14-ei hatállyal átadta Kepes Bélának, aki addig a Kereskedők és gazdák köre épületét bérelte. A szálloda rövid igazgatása alatt fizetésképtelenné vált, így 1912 szeptemberében csődöt rendeltek el ellene. Később csalással is megvádolták, ezért kis időre letartóztatásba is került, ahonnan két nap múlva kiengedték, mivel körülményei miatt (hat gyermek édesapja volt és jóval letartóztatása előtt megindul eljárás) szökésétől nem kellett tartani. A szálloda működtetésével Horváth István kaposvári vendéglőst bízták meg. 1914-ben a szálloda vendéglője és sörcsarnoka Siposs Jenő kezelésébe ment át, aki korábban a Kispipa vendéglőt vitte. Siposs újítást vezetett be: minden délelőtt a sörcsarnokában fogyasztó vendégnek „szendvicset, egy zsemlyét sonkával, vagy borshallal, esetleg párisi kolbászszal - tetszés szerint - díjtalanul szolgáltat.” Szintén az ő nevéhez kötődik a rendszeres heti katonazene meghonosítása az étteremben. A első világháború kitörése után húsz hadbavonult katona családját támogatta ingyen ebéddel, halála után felesége is folytatta ez irányú jótékony tevékenységét. Ezután is gyorsan változtak a bérlők, az éttermeket, kávéházat, sörözőt stb. működtetők, de a sokszobás szállodát nem tudta senki tartósan rentábilisan üzemeltetni. A világháború után Xiffkovics Emil földbirtokos (görög kereskedők leszármazottja) vásárolta meg. 1916-tól Friedmann Dávid a szálloda bérlője, aki igyekezett folyamatos karbantartásokkal és átalakításokkal vezetni üzletét (például Papagáj mulató esetében, de rövid működés után 1928-ban bezárni kényszerült). 1919 novemberében Xiffkovics – figyelembe véve Friedmann hozzáértését – 15 évvel meghosszabbította Friedmann bérleti jogát. Mindezek ellenére 1929-ben kénytelen volt csődöt jelenteni.
A gazdasági világválság idején, 1934-ben megszűnt az épület szállodafunkciója. A Felsőmagyarország című helyi lap így számolt be a bérpalotává alakításról: „Fényes fogadások, nagyszerű bankettek, híres bálok és hangversenyek színtere volt a Három Rózsa vendégfogadó, amelyet szállodai minőségében halálra ítélt a gazdasági válság, s pár év múlva senki sem emlékezik rá, milyen fényes, káprázatos múltja volt a sarokbérház elődjének…” Az átalakításokat Menner László tervei alapján végezte el a Katona Lajos és fia cég, és a ház az akkori Miskolc legmodernebb bérháza lett, a földszinten üzleteket alakítottak ki. A boltok bérlői gyakran cserélődtek, a legismertebb, a Fehér Kígyó Gyógyszertár, és ugyancsak régi a sarkon működő, időnként nevet váltó Kazinczy, majd Alexandra könyvesbolt, valamint a Kazinczy utcai oldalon az Avas kávéház volt. A könyvesbolt 2021 augusztusában megszűnt, helyén pékség nyílt, 2022-ben a gyógyszertár is más helyre költözött. A Három Rózsa vendégfogadó földszintjén volt Miskolc legrégibb kávéháza. 1968-ban újra megnyitották, hosszú évtizedekig működött itt, helyén ma rövidárubolt van.
Az épületet 2006 után, a tömbrehabilitáció keretében, Rostás László tervei szerint renoválták.

## Képek

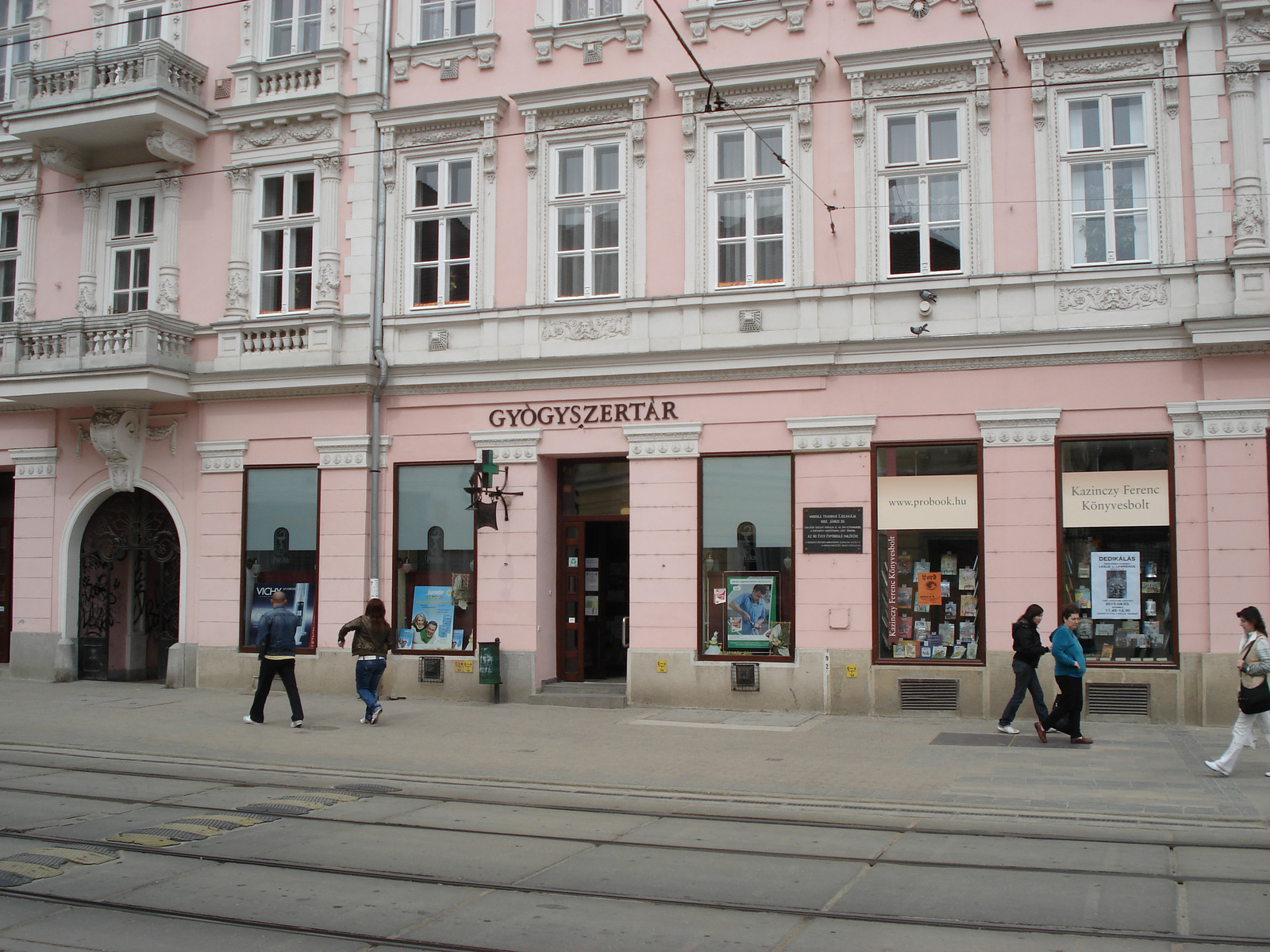
A Fehér Kígyó Gyógyszertár a szálloda épületében
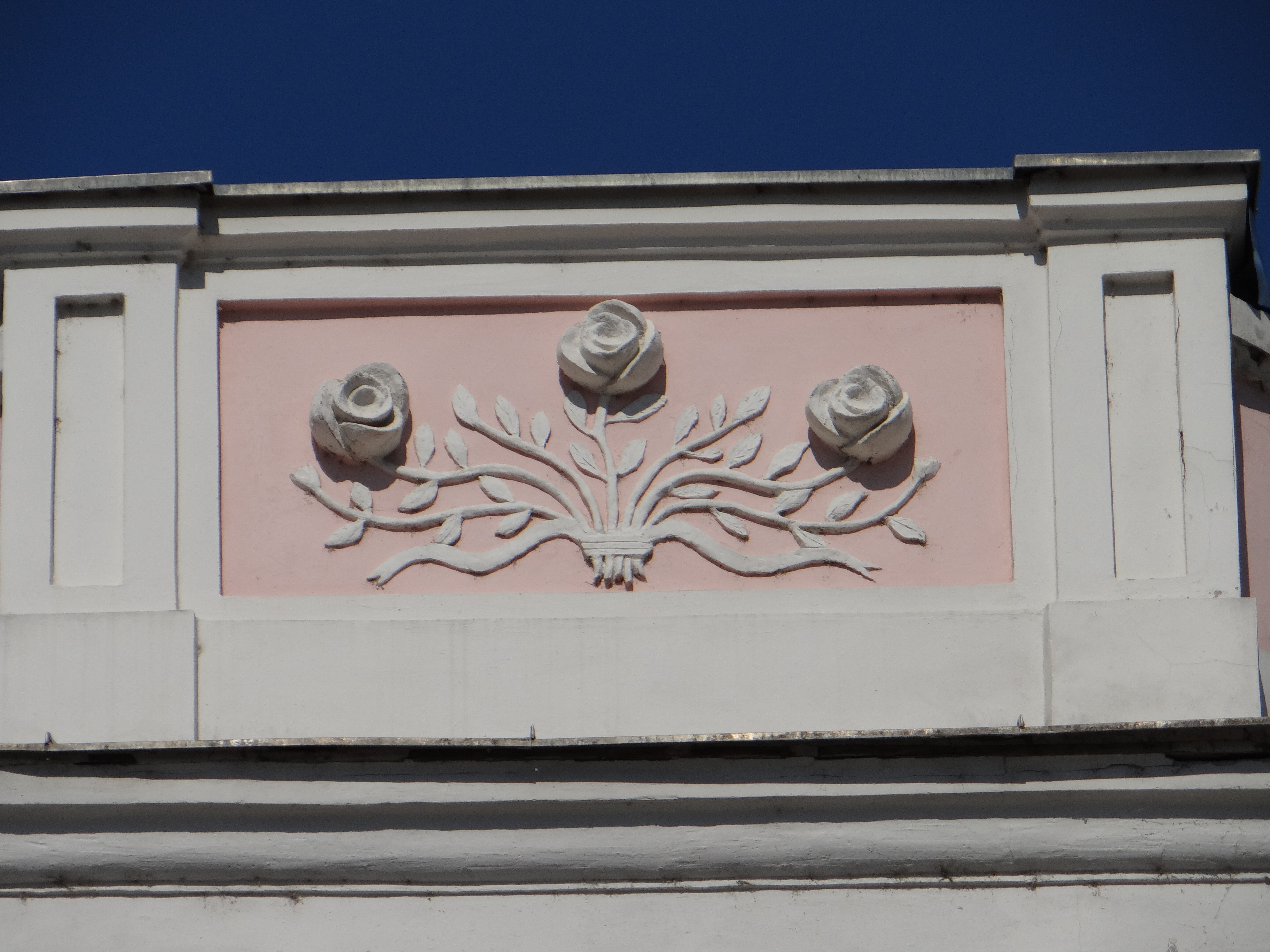
A nevet adó három rózsa a sarokrizalit fölső részén
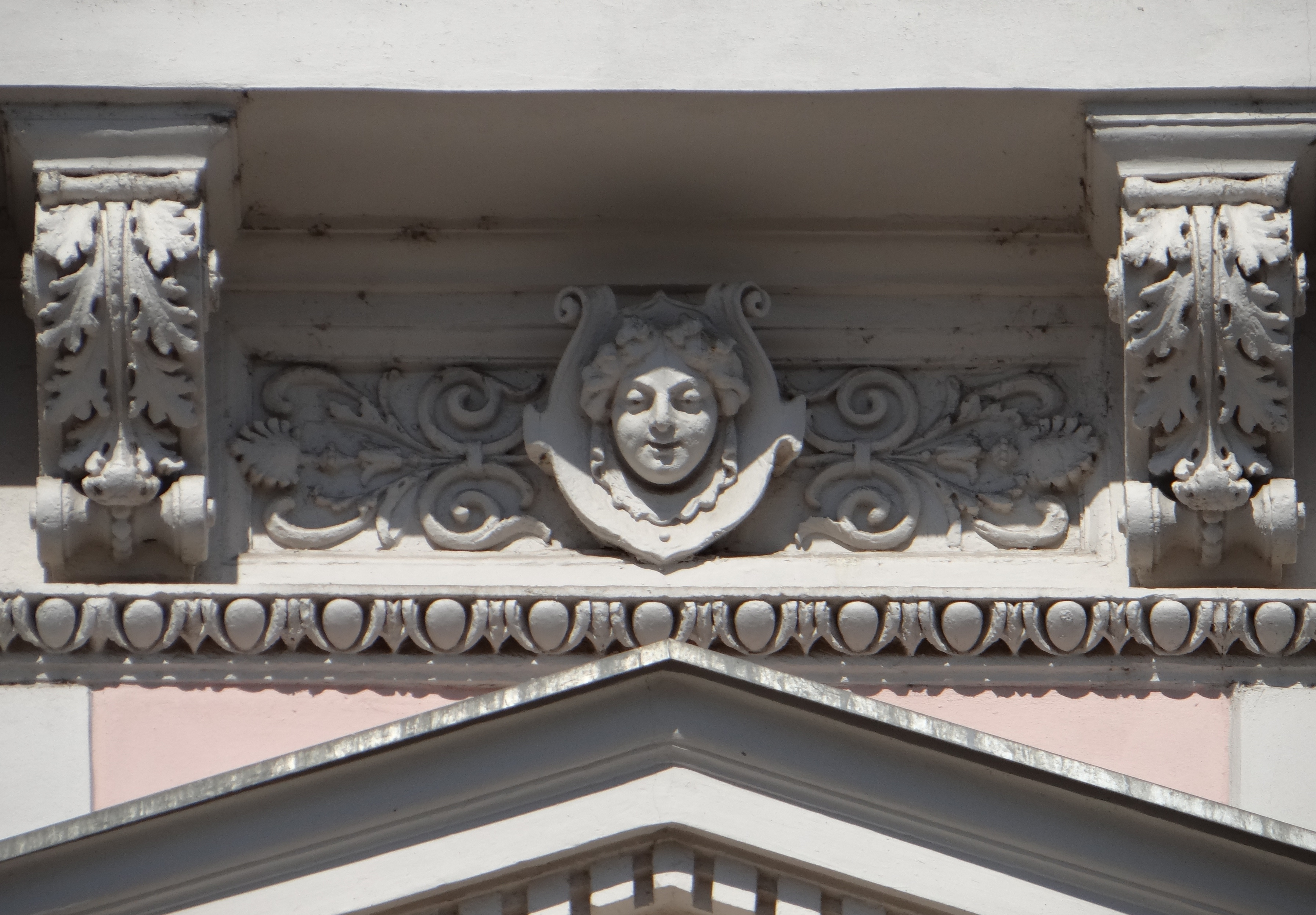
Az épület díszei
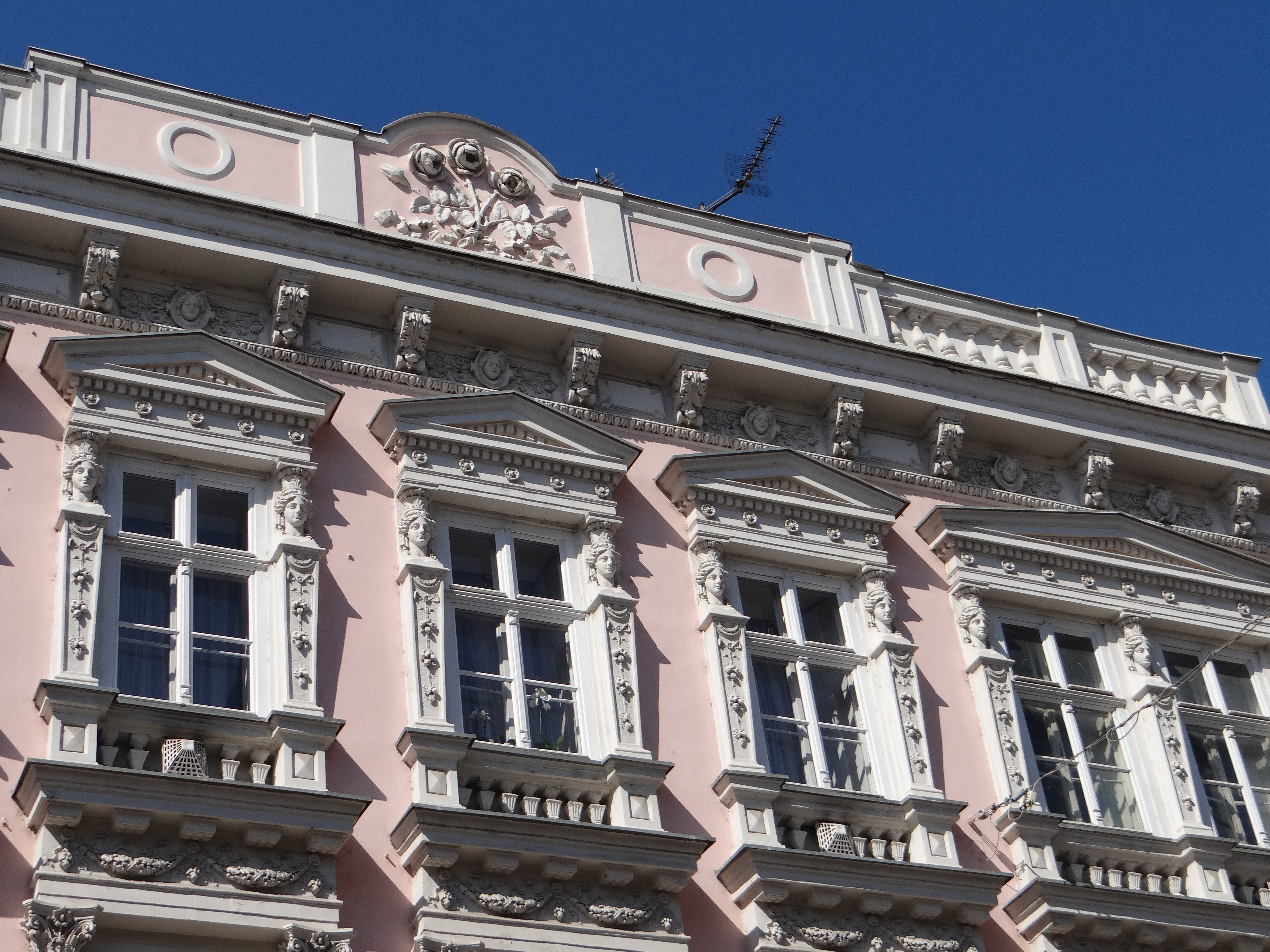
Homlokzati részlet a Kazinczy utcai oldalon